# スパイダー・キングダム
『スパイダー・キングダム』（原題：IN THE SPIDER'S WEB）は、監督・テリー・ウィンザー、脚本・ゲイリー・ドーベルマンによるアメリカ合衆国のテレビ映画。この映画は2007年にSyfyでマンイーターシリーズの一環として放送された。

## あらすじ
ジーナたち6人はインドを訪れるが、仲間の一人が毒蜘蛛にかまれ、治療のために近くの村に行く。
その村にはレコルパスというアメリカ人医師が住んでおり、村人は蜘蛛を神の使いとしてあがめていた。
そして、その村の寺院は、レコルパスとその弟が神官を務める邪教のものだった。

## キャスト
| 役名           | 俳優                     | 日本語吹替   |
| -------------- | ------------------------ | ------------ |
| レコルパス     | ランス・ヘンリクセン     | 小島敏彦     |
| ジョン         | シアン・ベリー           | 板倉光隆     |
| ジーナ         | エマ・キャサウッド       | 佐藤あかり   |
| ステイシー     | リサ・リヴィングストーン | 村上あかね   |
| ジェラルディン | ジェーン・ペリー         | さがらえみ   |
| ブライアン     | マイク・ロジャーズ       | 魚建         |
| フィル         | マイケル・スマイリー     | ふくまつ進紗 |
| チャドリ       | ソーラブ・アーデシア     | 長嶝高士     |
|                | ザック・マッゴーワン     |              |

- その他の声の吹き替え：芦澤孝臣／林香織／箱田真尋／村上広一／鈴森勘司